# Вертикална гастропластика
Вертикална гастропластика или вертикална тракаста гастропластика је гастроресективни тип баријатријске хирургије која се састоји у преграђивању и смањењу запремине желудачне кесе и стварању малог желудачног џепа, позиционирањем растегљиве полипропиленске траке. Овај џеп комуницира са остатком желуца кроз уски отвор који се зове неопилорус и омогућава релативно брзо стварање осећаја ситости јер вертикална гастропластика драстично смањује количину хране која се може унети у организам и изазива рани осећај ситости.
Резултати у смислу губитка телесне тежине су мерљиви и крећу се од 60% до 70% вишка телесне тежине. Они дугорочно у многоме зависе од пацијентовог понашања у исхрани, што показују подаци да постоји значајан број случајева у којима се дешава повратак на тежину пре операције.
Међутим, висока стопа компликација, која често захтева ревизију, ограничава примену ове процедуре.

## Историја
Вертикалну гастропластику са тракама развио је 2000.  године др Едвард Е. Мејсон са Универзитета у Ајови.  Др Мејсон је такође развио и оригинални гастрични бајпас за смањење телесне тежине 1966. године па је у историји медицине по свом пионирском раду у баријатријској хирургији постао познат као  отац хирургије гојазности.

## Опште информације
Вертикална гастропластика је рестриктивне операције на желуцу која служе само за ограничавање и смањење уноса хране али не и за ометање нормалан процес варења.
У овој процедури горњи део желуца у близини једњака се спаја вертикално да би се створила мали џеп или кесица дуж унутрашње кривине желуца. Излаз из џепа  у остали део желуца је ограничен траком од специјалног материјала. Тако пласирана трака одлаже пражњење хране из новоствореног џепа или кесице, изазивајући осећај ситости.
Вертикална гастропластика је некада била уобичајена рестриктивна баријатријска процедура, али су је многи напустили због високе стопе неуспеха, високе инциденце дуготрајних компликација и примене новијих подесивих желудачнних трака.  Међутим, потенцијално повољни дугорочни резултати и примена тракастог желудачног бајпаса, са сличним механичким ограничењем излаза и контролом величине џепа или кесице, обновили су интересовање за примену вертикална гастропластике.
Иако је вертикална гастропластика  одобрена на Консензусној конференцији Националног института за здравље 1991. за лечење морбидне гојазности, она је углавном напуштена због лошег дуготрајног губитка тежине и компликација повезаних са тракама.

## Индикације
Вертикална гастропластика се ради код људи који су озбиљно гојазни, како би се смањењем величине желуца, након операције код оперисане особе створио брзи осећај ситости и тиме стимулисао губитак телесне тежине. Ова метода се примењује онда када друге методе нису помогле, и то у циљу:
- Побољшања физичких функција
- Смањења високог крвниог притиска
- Смањења нивоа глукозе у крви
- Смањења нивоа холестерола
- Смањења ризик од срчаних обољења
- Смањења апнеје у сну

## Опис процедуре
Након што се начини отвор на трбушном зиду хирург упумпава  гас у трбушну шупљину како би се трбух надуо и олакшао преглед и приступ желуцу. Потом умеће у трбух танку цевчицу са  осветљењем и малом камером  на врху кроз рез и све време прати слику на монитору. Остали инструменти се умеће у друге резове на трбушном зиду. Следи пласирање специјалне траке на начин како бис се поделио желудац на два неједнака дела, горњи  мали џеп, кесицу или торбицу и доњи вечи део ћелуца.  Тако створени џеп празни се кроз мали отвор (настао омотаном пластичном траком) у његовом доњем делу. Трака која спреча истезање и ширење отвора, може се подесити након операције. Овај џеп може да прими само ½ до 1 шољу меке, влажне и добро сажвакане хране, за разлику од нормаланог желуца који може да прими 4 до 6 шоље хране. На крају операције резови ће бити затворени стаплером или шавовима, и прекривени завојем.
Након операције која треје око 2 сата, могу се јавити болови и оток који су уобичајени у првих 7 до 15 дана. Након операције оперисана особа проводи 2 до 5 дана у болници, изузев ако има  било каквих проблема, када ће можда  морати да останете и дуже.

## Компликације
Оперативни морталитет је низак (0,1%). Главне специфичне постоперативне компликације представљају стенозу псеудопилоруса (1-2%), дилатацију желудачне кесице, рефлукс желудачног садржаја (1%). У остале могуће комликације спадају:
- Прекомерно крварење
- Проблеми са анестезијом, као што су пискање или бол у грлу
- Инфекција
- Угрушци крви
- Трајна мучнина и повраћање
- Клизање или трошење траке
- Повећање џепа или кесице
- Рефлукс киселине
- Камен у жучи
- Хернија (ћелудачна
- Срчани напад